# Frans Josef von Gondola
Frans Josef von Gondola (tyska: Franz Josef von Gondola), född 16 december 1711 i Wien i Österrike, död 5 mars 1774, var en tysk katolsk präst, hjälpbiskop av Paderborns katolska ärkestift och apostolisk vikarie för Apostoliska vikariatet i de nordiska missionerna.

## Biografi
Frans Josef  utnämndes bland annat 1761 till apostolisk vikarie för Apostoliska vikariatet i de nordiska missionerna, som varade fram till hans död, och efterträddes av Fredrik Vilhelm von Westphalen.